# 2010年吉爾吉斯議會選舉
2010年10月10日，吉尔吉斯斯坦提前舉行了議會選舉，以名單比例代表制改選最高議會全數120席。在全國取得超過5%選票並在九個州份各取得逾0.5%選票的政黨，即可躋身國會；各黨最多可控制65席。
故鄉黨最終取得不過半數的最多議席，執政的社會民主黨排第二，尊嚴黨排第三。

## 背景
吉爾吉斯位處重要戰略地位，被俄國視為其勢力範圍之內。吉國是全球唯一同時有俄國和美國基地駐紮的國家，國內的萬那士空軍基地可為阿富汗戰爭供給。2010年4月，國內爆發革命，總統库尔曼别克·巴基耶夫最終下台，由萝扎·奥通巴耶娃的臨時政府暫時執政。同月19日，臨時政府公佈選舉詳情和改革方案。
吉爾吉斯在6月舉行修憲公投，通過國家由总统制改制為議會制，讓國會選出總理和加強國會在籌組政府時的角色。美方視革命為正面，但俄羅斯警告吉爾吉斯在中亞首試議會民主制，將為本國帶來災難後果。
當局原本計劃總統選舉在同日舉行，但被押後至翌年11月，奥通巴耶娃因而續任總統至2011年12月31日。

## 選舉制度
吉爾吉斯修改憲法後，國會總席次由90席增加至120席。政黨需要在全國取得合資格選民的5%或以上選票，以及在國內九個州份、比什凱克和奧什各取得0.5%選票，才可以晉身國會。有選舉官員表示，故鄉黨雖然取得最多票數，但在比什凱克和楚河州僅些微取得超過0.5%票。

## 競選
全國來自29個政黨超過3,000名候選人爭奪國會120席。BBC認為難有政黨取得多數議席，因此難以估計選舉結果。吉爾吉斯南部有小冊子，呼籲民眾「不要容忍」北部人領導的政黨，顯示同年南部騷亂的餘波未完。奥通巴耶娃選前一個月曾警告，若政黨挑起紛爭的話，她將頒布緊急狀態、押後大選。
尊嚴黨反對改制議會制，承諾當選後會改回總統制。故鄉黨亦贊成重返總統制，並支持流亡白俄羅斯的巴基耶夫回國。奥通巴耶娃則承諾堅守「公平和透明的精神」，又認為是次選舉十分重要，將會決定人民和國家的未來，「我們不僅選出新一屆國會，更是啟動新制度和開啟我國歷史新一頁」。

## 民調
選前大部份的民意調查顯示，六個政黨預料會取得超過5%選票門檻而進入國會。故鄉黨預料會在南部票倉大勝，故鄉社會主義者黨和社會民主黨都支持臨時政府。
至於下表的Perspectiva民調訪問1,500人後，估計有七個政黨會入國會：
| 政黨             | 黨魁                    | 支持度 |
| ---------------- | ----------------------- | ------ |
| 故鄉社會主義者黨 | 奧睦伯·德奇巴耶夫       | 14.6%  |
| 社會民主黨       | 阿尔马兹别克·阿坦巴耶夫 | 10.5%  |
| 故鄉             | 金智白·泰斯耶夫         | 9.9%   |
| 共和國黨         | 奧梅伯·巴巴諾夫         | 8.7%   |
| 白隼             | 捷米尔·萨里耶夫         | 6.9%   |
| 尊嚴黨           | 费利克斯·库洛夫         | 6.9%   |
| 團結吉爾吉斯     | 亞達肯·馬杜馬洛夫       | 5.7%   |
| 其他             | 其他                    | 13.8%  |
| 未決定           | 未決定                  | 23%    |

## 過程
監察是次選舉的有「為民主和文明」非政府組織聯盟、「達沙西樓」組織、「自由世代」等。投票當日設有127個投票站，年輕監察員觀察選舉權利有否得到保障。全球32個組織共850人監察是次選舉，當中300人來自歐洲安全與合作組織。歐安組織讚揚選舉「進一步鞏固民主進程」，監察團指出中央選舉委員會有點準備不足，但認為選舉沒有出現過往發生的違規情況，大致令人滿意，「是正確方向的一步」。奥通巴耶娃歡迎選舉，認為選舉是過去二十年來首見。
故鄉黨黨魁金智白·泰斯耶夫在選後表示自己遇襲，「他們如土匪般闖進……我覺得他們打算槍傷我，我相信試圖消滅我的，就是要求取消選舉結果和頒布緊急狀態的那個勢力。我肯定是國安部隊在背後指使。」示威者又襲擊故鄉黨辦公室，燒毀競選小冊子，又要求禁止他們參選。內政部長薩廖伯·烈沙利耶夫聲稱至少十個地方可能會爆發衝突，計劃搶走票箱。外媒亦擔心種族衝突可能會再次爆發。

## 結果
| 政党               | 政党               | 票数      | %      | 席数 | +/– |
| ------------------ | ------------------ | --------- | ------ | ---- | --- |
|                    | 故鄉               | 257,100   | 15.41  | 28   | 新  |
|                    | 社會民主黨         | 237,634   | 14.24  | 26   | +15 |
|                    | 尊嚴黨             | 229,916   | 13.78  | 25   | +25 |
|                    | 共和國黨           | 210,594   | 12.62  | 23   | 新  |
|                    | 故鄉社會主義者黨   | 166,714   | 9.99   | 18   | +18 |
|                    | 團結吉爾吉斯       | 139,548   | 8.36   | 0    | 新  |
|                    | 白隼               | 78,673    | 4.71   | 0    | 新  |
|                    | 沙文大殊           | 55,907    | 3.35   | 0    | 新  |
| 其他政黨或反對全部 | 其他政黨或反對全部 | 292,785   | 17.54  | 0    | –   |
| 总共               | 总共               | 1,668,871 | 100.00 | 120  | 0   |
|                    |                    |           |        |      |     |
| 有效票数           | 有效票数           | 1,668,871 | 99.35  |      |     |
| 无效及空白票数     | 无效及空白票数     | 10,839    | 0.65   |      |     |
| 总票数             | 总票数             | 1,679,710 | 100.00 |      |     |
| 已登记选民／投票率 | 已登记选民／投票率 | 2,753,727 | 61.00  |      |     |
| 资料来源：IFES     |                    |           |        |      |     |

## 反應及後續
選舉產生了懸峙議會，沒有政黨取得過半數，而尊嚴黨似乎成為了造王者。由於提倡巴基耶夫回歸的故鄉黨勝出選舉，而現政府被指有份将其推翻，因此外界對結果感到驚訝，如同「中和」年初的革命。故鄉黨將需要與兩個政黨組成聯盟才可執政，但將困難重重，甚至可能要提前大選。外界亦指出2010年伊拉克國會選舉後，因各政黨未能籌組政府，最終導致局勢越加混亂。有分析師提出一旦落敗一方挑戰結果的話，選舉將要面臨最嚴峻的挑戰，包括興訟和上街。分析師又指出「如果若干人等得悉將在選後失去高位的話，對他們有利的就是令局勢不穩，製造混亂或堅持戀權」。
《华盛顿邮报》認為選舉最大重點是「中亞首個小國舉行自由選舉以實現民主制度」，又引用加尼基莫斯科中心的亞歷斯·馬拿申高，讚揚選舉十分成功地舉行。美國總統贝拉克·奥巴马恭喜吉爾吉斯的「歷史性」選舉，證明當地人民支持和平民主交接政權。俄羅斯總統德米特里·阿納托利耶維奇·梅德韋傑夫在選前曾憂心吉爾吉斯將無法實行議會制。
11月下旬，社民黨、共和國黨和社會主義者黨同意成立聯合政府。12月2日國會同意聯合政府任命，但之後因為執政聯盟的67名議員中，只有58人投票支持候選國會議長，所以政府隨著議長未能上任而倒台。
12月15日，共和國黨宣布與社民黨和故鄉黨達成聯合政府決定，由社民黨阿尔马兹别克·阿坦巴耶夫出任總理，並獲得92名議員支持。至於故鄉黨的亞卡瑪伯·奇迪比高夫則以101票當選國會議長，而共和國黨的奧梅伯·巴巴諾夫擔任副總理。新政府所有人事任命在同日悉數獲通過。

## 外部連結
- Party platforms
- 關於2010年吉爾吉斯國會選舉之最終報告簡短版（英文）
- 關於2010年吉爾吉斯國會選舉之最終報告全文版（俄文）